# Barrio de La Luz
El Barrio de la Luz o La Luz (en asturiano y cooficialmente, La Xungarosa) es un barrio situado en el extrarradio de la zona sur de Avilés (Asturias), en España. El barrio lleva el nombre de la ermita que se encuentra en la cima del monte en el que se asienta, dedicada a la Virgen de la Luz. Este barrio de Avilés se construyó en la ladera del monte de La Xungarosa, bajo la aldea de Lluera, a mediados de la década de 1950 y las viviendas fueron compradas por la empresa ENSIDESA para dar alojamiento sus trabajadores, en su mayoría obreros sin cualificar y peones
En el año 2010, con la construcción de nuevos bloques de edificios, La Luz cuenta con 9.000 habitantes, lo que representa aproximadamente el 12,5% de la población de Avilés.
En el año 2005, La Luz fue declarado Barrio de Interés Social

## Historia
El barrio de La Luz comienza a fraguarse a principios de la década de 1950 en el despacho de Domingo López Alonso, un constructor leonés que veraneaba en Luanco. Por aquel entonces, Domingo López se da cuenta de que el barrio de Llaranes no sería capaz de albergar a todos los obreros y sus familias que empiezan a llegar para trabajar en la Fabricona (ENSIDESA, hoy Arcelor-Mittal), ENDASA (Alcoa), Cristalería Española (Saint-Gobain) o Asturiana de Zinc.
El primer proyecto del empresario leonés fue la construcción del “Nuevo Avilés”, un proyecto de 5.000 viviendas, rascacielos de 16 pisos, dos grandes salas de espectáculos, colegios con zonas deportivas y piscinas, así como zonas ajardinadas entre los bloques. Este proyecto, afirma Jorge Bogaerts en su obra «El mundo social de Ensidesa»: “La maqueta del barrio impresionó hasta al mismísimo caudillo” asemejándose a un “pequeño Manhattan”. De esas 5.000 viviendas, el proyecto se modifica y solo se edifican 2.056 viviendas agrupadas en 95 bloques.

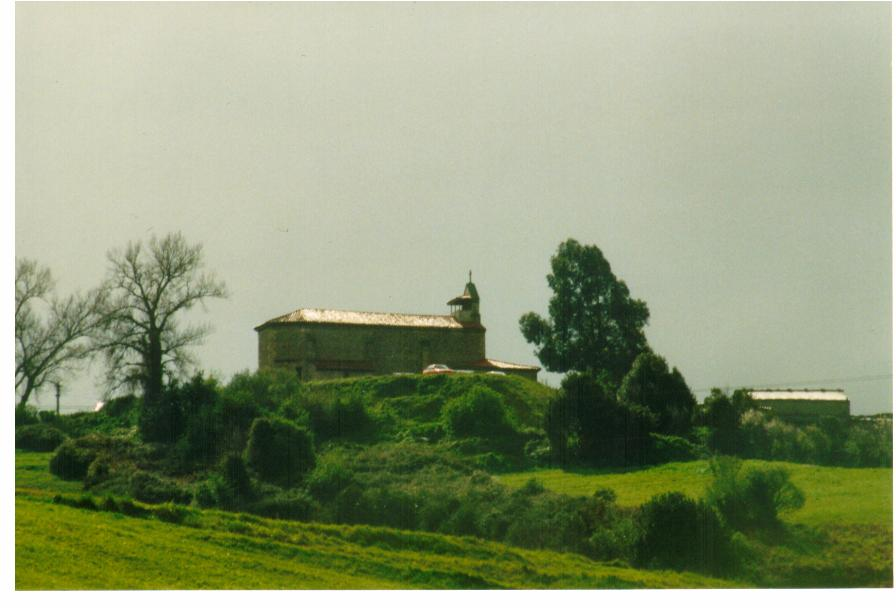
Ermita de La Luz

Al contrario que los barrios de Villalegre o Llaranes, que ya tenían asentamientos, La Luz comienza a construirse de la nada en el año 1959. Se puede afirmar que su construcción comienza cuando se observa que las viviendas levantadas en Llaranes con destino a la masa obrera que llegaba de otros puntos de España para trabajar en La Fabricona era insuficiente.
ENSIDESA compra todas esas viviendas para repartirlas en régimen de alquiler a los obreros que cumpliesen dos condiciones: trabajar en la Empresa y tener familia numerosa. Pero en el año 1964, se les da la posibilidad a los inquilinos de adquirir en propiedad la vivienda, al mismo precio del alquiler, y en un plazo de 30 años, con lo que en 1994 finalizó esta amortización, pasando todos los vecinos, a ser propietarios de sus viviendas.
Estas viviendas tienen unas características no muy atractivas a vista general, ya que oscilan entre los 45 y 63 metros cuadrados, y sin ascensor.
Posteriormente a la construcción de las viviendas, el barrio de La Luz tenía carencias de todo tipo. Así, en 1963 se empiezan a impartirse las clases en los bajos de los bloques, con grandes carencias, con clases de 40 incluso hasta 50 alumnos por profesor. Pero no fue hasta 1970 cuando se inauguran los actuales colegios, uno de niños (Poeta Juan Ochoa) y otro de niñas (Virgen de La Luz). En 1981, los colegios se hacen mixtos, y 10 años más tarde, en 1991, se unifican en torno al Poeta Juan Ochoa, desapareciendo el Virgen de La Luz.
La iglesia en un principio funcionó en los bajos de la plaza de Alvarado, hasta que en 1971 se acaba la construcción de la iglesia, con fondos de ENSIDESA y de la archidiócesis de Oviedo, y con aportaciones de los vecinos.
El instituto se inaugura en 1967 bajo el nombre de «Nuestra señora de La Luz». Hasta entonces, los niños del barrio tenían que bajar a la capital a estudiar en el instituto de Avilés (posteriormente llamado IES Carreño Miranda).
En 1978 se termina de construir la Biblioteca Pública de La Luz. Curiosamente es la quinta biblioteca de Asturias, después de las de Oviedo, Gijón, Avilés y Mieres. Contaba con más de 20 000 volúmenes dispuestas en dos salas, una de adultos y otra de niños.
El polideportivo de La Luz fue construido en 1977 y fue el primero de la ciudad. Es propiedad del Ayuntamiento y es gestionado por la Fundación Deportiva Municipal. Tiene una pista polideportiva de 45 por 25, vestuarios y graderío con capacidad para 300 personas. Fue remodelado en 2002. Actualmente es utilizado por el IES Virgen de La Luz para el desarrollo de sus clases de Educación Física y otras entidades deportivas de la ciudad.

## Reurbanización del barrio
En el año 2003 se llevó a cabo la reurbanización integral del barrio de La Luz. Esta reurbanización ha girado en torno a tres líneas fundamentales:
- Mejorar y ampliar la peatonalización de amplias áreas de espacio público, favorecedores de la convivencia y la integración, así como la creación de zonas de aparcamiento.

- Regenerar los espacios públicos con la reorganización de 56 600 m² de calles y la creación de nuevos espacios libres.

- Modernización de los servicios de energía eléctrica, canalización de aguas, red de comunicaciones y alcantarillado.

El presupuesto general final de las actuaciones en el barrio, fueron de 7 715 240,68 €, en la que la superficie total de actuación fue de 85 164 m², y el número total de plazas de aparcamiento es de 836. Las zonas verdes superan los 32 000 m². Se han puesto 422 farolas, 103 bancos, 10 jardineras, 5 fuentes y una zona de juegos.
Esta reurbanización finalizó con la construcción de un aparcamiento con 80 plazas y las obras realizadas en las fachadas de los edificios, en las que Ayuntamiento y Principado subvencionaron un 50 % respectivamente.
En el año 2005, La Luz fue declarado "Barrio de Interés Social".
Y en 2008, el Ayuntamiento de Avilés obtuvo el premio a la accesibilidad urbanística, arquitectónica y de medio de transporte por el trabajo realizado en la rehabilitación del barrio de La Luz.

## Geografía
El barrio de La Luz se sitúa en la ladera sur del monte de La Xungarosa. Se encuentra a una altura aproximada de 100 m sobre el nivel del mar, lo que lo convierte en la zona más alta del concejo. Desde la cima del monte se puede divisar el pico Gorfolí y la cima de Pulide, la lejanía del Cabo de Peñas o las proximidades de Gijón. Más cerca, podemos divisar el Faro de Avilés, las playas de San Juan y Salinas, San Cristóbal y el camino de Pravia por el Norte. Mirando al Sur divisamos el río Arlós, el río de Molleda; más alto encontramos Los Campos y la carretera vieja a Oviedo.
Al barrio se puede acceder desde los cuatro puntos cardinales. Desde el norte por la carretera de Villa, desde el sur se accede por la cuesta desde Villalegre, al este accedemos subiendo la cuesta de El Carmen por el Alto el Vidriero, y desde el oeste, a partir del 2006, por la Autovía del Cantábrico (A-8, E-70) con salida directa a La Luz.

## Demografía
La Luz comenzó casi desde cero, ya que existía una pequeña población en la ladera del monte de la Xuncarosa. A comienzos de los años 60 empiezan a llegar los primeros habitantes del barrio, y a finales de los 60, la población del barrio alcanza las 5.828 personas, la mayoría de municipios próximos (1.239 personas), de León (1.007 personas) o Andalucía (756 personas) entre otras.
El barrio ha tenido una fuerte regresión demográfica, pasando de ser una zona muy populosa (una de las de mayor densidad de Europa) a otras de natalidad muy reducida en los años 90. De 6.062 habitantes en 1991, se pasa a 5.792 en 1995.
Desde los años 60, en los prados situados entre La Luz, Villalegre y Molleda se construyó un poblado chabolista en el que vivían alrededor de 256 gitanos. Con el fin de erradicar este chabolismo, el Ayuntamiento de Avilés puso en marcha un «Plan de Realojamiento e Integración» con el que en 1997 los gitanos fueron trasladados la «Ciudad Promocional» de Valliniello (por 5 años), y después reubicados en diferentes puntos de la ciudad. Este plan de integración fue elogiado y premiado por la Organización de las Naciones Unidas
Pero con la llegada del nuevo siglo, y la construcción de nuevos bloques de viviendas, llegan al barrio nuevos habitantes, en su mayoría gente joven, lo que vuelve a rejuvenecer al barrio y se consigue llegar a más de los 10 000 habitantes.

## Parroquia
El barrio cuenta con una parroquia bajo la advocación de San Pablo. En un primer momento la iglesia se situaba en uno de los bajos de la plaza de Alvarado. La iglesia actual fue inaugurada en 1971, y construida con las ayudas oficiales (ENSIDESA y archidiócesis) y con donativos de los habitantes del barrio.
El coste de la construcción del templo y de los edificios complementarios ascendió a un total de 5 257 319,69 pesetas. La archidiócesis de Oviedo contribuyó con 1 000 000 pesetas y los donativos de los vecinos ascendieron a 420 000 pesetas. La Comunidad Parroquial de San Pablo de la Luz donó 200 000 pesetas, el Ministerio de Vivienda de España con 100 000 pesetas, además del donativo de 200 000 pesetas de diversos particulares de Avilés
La parroquia cuenta con salones de reuniones para vecinos, artesanía y pintura, hogar del jubilado y asociaciones juveniles. Cuenta también con biblioteca, despacho parroquial y dos viviendas.
Las dotaciones con las que cuenta la iglesia fueron, básicamente, adquiridas con donaciones de los vecinos y con el trabajo de estos. Así, la cruz que adorna el altar fue construida a mano en madera de mongoy por el grupo de artesanía del barrio. Al igual que la cruz exterior que da el nombre a la iglesia, construida por un artesano del barrio, para sustituir a la anterior cruz de unos 20 m de altura que tuvo que ser derribada al estar afectada por aluminosis.
Los párrocos principales fueron:
- José Luis Argüelles.
- José Ramón García Alonso.
- Manuel García Velasco (Lito).
- Bernardo Granda Pérez.

## Transporte
El Barrio es origen histórico de las primeras líneas de transporte del autobús urbano de Avilés. La empresa responsable es la Compañía del Tranvía Eléctrico de Avilés. En autobús queda conectado mediante las siguientes líneas de la CTEA:
| Línea | Trayecto                                           | Recorrido | Frecuencia |
| ----- | -------------------------------------------------- | --------- | --- |
| 1     | Piedras Blancas - Arnao - Raíces - Avilés - La Luz | Recorrido | 20 minutos |
| 4     | La Luz - Hospital San Agustín                      | Recorrido | 7:20 14:20 21:20 Todos los días de la semana. Por semana, servicio al hospital todas las horas y media. Los fines de semana todas las horas impares y media. |
| 18    | Avilés - Vidriero - La Luz                         | Recorrido | 07:15 - 10:30 - 12:00 - 16:00 - 19:30 h (lunes a viernes laborables) 10:45 - 12:15 - 16:15 - 19:45 h (lunes a viernes laborables)                            |
| Búho  | Piedras Blancas - Avilés - La Luz - Las Vegas      | Recorrido | Desde las 23:00 h. hasta las 06:00 h. cada hora madrugadas de sábados y domingos y fechas especiales                                                         |

## Fiestas
Las fiestas patronales se celebran en honor a San Pablo de La Luz a finales del mes de junio. Se celebran en las pistas del recinto escolar del C.P. Poeta Juan Ochoa. Las fiestas son organizadas por la Asociación de Vecinos de La Luz, que continúa lo que anteriormente empezó la antigua "SOFELUZ".
Las actividades más características y populares de las fiestas son el Campeonato de Gomeru, la Comida de Hermandad (en la que participan los vecinos y algunos representantes políticos de la ciudad invitados por la asociación), pasacalles, teatro y exposiciones. Y el último día de fiestas, los tradicionales fuegos artificiales y seguidamente el sorteo de un jamón.
Hay otras fiestas que se celebran en el barrio a lo largo del año, como pueden ser:
- El amagüestu. Fiesta del otoño en el que se asan castañas y se bebe sidra dulce.

- El Antroxu (o carnaval). Fiesta del invierno que se celebra tres días antes del miércoles de ceniza, en la que especialmente es la juventud la que está presente en esta fiesta con máscaras y disfraces.

- Las Hogueras de San Juan. Fiesta que se celebra el 24 de junio para festejar el solsticio de verano. Tradicionalmente se celebraban varias hogueras por todo el barrio, hechas por los chavales agrupados en peñas, y los vecinos colaboraban con comida y bebida por la noche, a la espera de ser encendidas. Una vez encendidas, se baila alrededor de la hoguera la Danza Prima.

## Entidades y asociaciones
- Asociación de Vecinos de La Luz.
- Amas de Casa de La Luz.
- Asociación Juvenil La Xunta
- Asociación de Madres y Padres de alumnos del C.P. Poeta Juan Ochoa.
- Asociación de Madres y Padres de Alumnos del IES Virgen de la Luz.
- Club de Jubilados San Pablo de La Luz.
- Charanga Los Luzeros.
- Club Patín Virgen de La Luz.
- Agrupación Deportivo – Cultural de La Luz.

## Dotaciones del barrio
- Parroquia de San Pablo de La Luz.
- Colegio público Poeta Juan Ochoa
- Instituto de educación secundaria Virgen de La Luz.
- Biblioteca pública de La Luz
- Polideportivo de La Luz
- Parque público de La Luz
- Centro de día de personas mayores
- Centro de salud La Luz – Villalegre
- Centro de exámenes prácticos de la DGT (pistas de moto y camión)